# Kajetan Morawski
Pour les articles homonymes, voir Morawski.
Kajetan Morawski (Gaëtan Morawski vel Kajetan Dzierżykraj-Morawski), né à Jurkowo près de Poznań le 19 avril 1892, mort à Lailly-en-Val (Loiret) le 2 novembre 1973  est un diplomate et écrivain polonais.

## Biographie
Du 10 au 15 mai 1926, il est directeur du ministère des Affaires étrangères de Pologne. Il était opposé à la politique du colonel Józef Beck, qui l’a chassé du ministère des Affaires étrangères.
Pendant la guerre à Londres il est secrétaire général du ministère des Affaires étrangères du gouvernement polonais en exil, puis, en automne 1943, il devient ambassadeur de Pologne auprès du Comité français de la Libération nationale (il fut le premier ambassadeur accrédité auprès de la France libre - octobre 1943).
Après la guerre, il est resté à Paris en tant que le représentant des Polonais libres. Grâce à l’appui du général de Gaulle il a gardé jusqu’à sa mort le statut diplomatique à titre personnel. Aidé par ses amis français tels que Robert Rochefort, Jean Laloy, Edmond Michelet, Gaston Palewski, etc. il a pu pendant un quart de siècle défendre le point de vue de l’émigration polonaise et apporter une assistance aux réfugiés (notamment il a pu fonder la Maison de retraite de Polonais libres à Lailly-en-Val). Militant européen, il fut un partisan « d’une Europe cuisinée à la française ». Il fut très attaqué par le régime communiste polonais, qui ne supportait pas l’existence « d’une ambassade de Pologne bis » en France.